# Acalolepta sericea
Acalolepta sericea là một loài bọ cánh cứng trong họ Cerambycidae.